# Garautha
Garautha (o Garauth) è una suddivisione dell'India, classificata come nagar panchayat, di 8.739 abitanti, situata nel distretto di Jhansi, nello stato federato dell'Uttar Pradesh. In base al numero di abitanti la città rientra nella classe V (da 5.000 a 9.999 persone).

## Geografia fisica
La città è situata a 25° 34' 0 N e 79° 17' 60 E e ha un'altitudine di 152 m s.l.m..

## Società

### Evoluzione demografica
Al censimento del 2001 la popolazione di Garautha assommava a 8.739 persone, delle quali 4.591 maschi e 4.148 femmine. I bambini di età inferiore o uguale ai sei anni assommavano a 1.380, dei quali 738 maschi e 642 femmine. Infine, coloro che erano in grado di saper almeno leggere e scrivere erano 5.326, dei quali 3.273 maschi e 2.053 femmine.